# Матия Калдара
Матия Калдара (на италиански: Mattia Caldara) е италиански футболист, играещ като защитник за отбора на Модена.

## Клубна кариера

### Аталанта
Калдара започва кариерата си в юношеската академия на Аталанта. През 2013 г. бива изтеглен в мъжкия отбор, след което е даван под наем в отборите на Трапани и Чезена.

### Ювентус
На 12 януари 2017 г. Ювентус обявяват Калдара за свой футболист за четири години и половина срещу 15 млн. евро с потенциал сумата да нарасне до 25 млн. евро. Сделката включва наем в отбора на Аталанта до 30 юни 2018 г.
Под наем в Аталанта
След сделката с Ювентус, отборът на Аталанта задържа Калдара под наем до лятото на 2018 г. За този период Калдара изиграва 43 мача, в които отбелязва 7 гола.

## Национален отбор
Калдара прави своя дебют за Националния отбор на Италия на 1 юни 2018 г. в приятелски мач срещу Франция загубен с 3-1.